# Валдбрун (Оденвалд)
Валдбрун (њем. Waldbrunn) општина је у њемачкој савезној држави Баден-Виртемберг. Једно је од 27 општинских средишта округа Некар-Оденвалд. Према процјени из 2010. у општини је живјело 4.906 становника. Посједује регионалну шифру (AGS) 8225118.

## Географски и демографски подаци
Валдбрун се налази у савезној држави Баден-Виртемберг у округу Некар-Оденвалд. Општина се налази на надморској висини од 514 метара. Површина општине износи 44,3 km². У самом мјесту је, према процјени из 2010. године, живјело 4.906 становника. Просјечна густина становништва износи 111 становника/km².